# Stromatopelma batesi
Stromatopelma batesi är en spindelart som först beskrevs av Pocock 1902.  Stromatopelma batesi ingår i släktet Stromatopelma och familjen fågelspindlar. Inga underarter finns listade i Catalogue of Life.